# 모니카 로슈
모니카 로슈(루마니아어: Monica Roşu, 1987년 5월 11일 ~ )는 루마니아의 전직 체조 선수이다. 그녀는 올림픽에서 2개의 금메달을 땄고, 세계 선수권 대회 단체 종합에서 은메달을 땄다.
로슈는 바커우에서 태어났다. 그녀는 1991년에 4세의 나이로 체조를 시작했고 CSS 바커우에서 훈련을 받았다.
로슈는 2003년 세계 선수권 대회 단체 종합에서 은메달을 획득했고 도마에서 4위를 했다. 그녀는 다음해 봄에 열린 유럽 선수권 대회 단체 종합에서 금메달을 땄다. 로슈의 전성기는 2004년 아테네 올림픽 기간에 찾아왔다. 루마니아 국가 대표팀은 커털리나 포노르, 다니엘라 소프로니에, 오아나 반, 알렉산드라 에레미아, 실비아 스트로에스쿠와 함께 올림픽 타이틀을 방어할 수 있었다. 그녀는 도마에서 금메달을 땄다.
2005년에 부상을 입은후, 로슈는 2005년 세계 선수권 대회 국가 대표에서 탈락했고 은퇴했다.